# Calomera decemguttata
Calomera decemguttata es una especie de escarabajo del género Calomera, familia Carabidae. Fue descrita científicamente por Fabricius en 1801.
Esta especie habita en Indonesia.